# Электронные деньги

Классификация электронных денег

Электро́нные или цифровые деньги — неоднозначный и эволюционирующий термин, употребляющийся во многих значениях, связанных с использованием компьютерных сетей и систем хранимой стоимости для передачи и хранения денег. Под электронными деньгами понимают системы хранения и передачи как традиционных валют, так и негосударственных частных валют — обращение электронных денег может осуществляться как по правилам, установленным или согласованным с государственными центробанками, так и по собственным правилам негосударственных платёжных систем.
В Европейском союзе электронными деньгами считают денежные обязательства эмитента в электронном виде (то есть которые находятся на электронном носителе) в распоряжении пользователя. Такие денежные обязательства соответствуют следующим трём критериям:
1. Фиксируются и хранятся на электронном носителе.
2. Выпускаются эмитентом при получении от иных лиц денежных средств в объёме, не меньшем, чем эмитированная денежная стоимость.
3. Принимаются как средство платежа другими (помимо эмитента) организациями.

В России закон «О национальной платёжной системе» содержит собственное определение электронных денежных средств.

## Природа электронных денег
Термин «электронные деньги» является относительно новым и часто применяется к широкому спектру платёжных инструментов, которые основаны на инновационных технических решениях. Следствием этого является отсутствие единого, признанного в мире определения электронных денег, которое бы однозначно определяло их экономическую и правовую сущность.
Электронным деньгам свойственно внутреннее противоречие — с одной стороны они являются средством платежа, с другой — обязательством эмитента, которое должно быть выполнено в традиционных неэлектронных деньгах. Такой парадокс можно пояснить с помощью исторической аналогии: в своё время банкноты тоже рассматривались как обязательство, которое подлежит оплате монетами или драгоценными металлами. Вполне вероятно, что с течением времени электронные деньги будут являться одной из разновидностей формы денег (монеты, банкноты, безналичные деньги и электронные деньги). Также вероятно, что в будущем центробанки будут производить эмиссию электронных денег, так же, как сейчас чеканят монету и печатают банкноты.
Распространённым заблуждением является отождествление электронных денег с безналичными деньгами.
Электронные деньги, являясь неперсонифицированным платёжным продуктом, могут иметь отдельное обращение, отличное от банковского обращения денег, однако могут обращаться в том числе и в государственных или банковских платёжных системах.
Как правило, обращение электронных денег происходит при помощи компьютерных сетей, Интернета, платёжных карт, электронных кошельков и устройств, работающих с платёжными картами (банкоматы, POS-терминалы, платёжные киоски). Используются и другие платёжные инструменты: браслеты, брелоки, блоки мобильных телефонов и другие устройства, оснащённые специальным платёжным чипом.

## Разновидности электронных денег
Электронные деньги обычно разделяют на два типа: на базе смарт-карт (англ. card-based) и на базе сетей (англ. network-based). И первая, и вторая группа подразделяются на анонимные (неперсонифицированные) системы, в которых разрешается проводить операции без идентификации пользователя, и не анонимные (персонифицированные) системы, требующие обязательной идентификации пользователя.
Следует также различать электронные государственные и частные деньги. Государственные электронные деньги выражены в национальной валюте и являются составной частью государственной платёжной системы. Соответственно, эмиссия и обращение таких электронных денег происходит на основе национального законодательства. Примером государственных электронных денег является цифровая валюта центрального банка, цифровой аналог национальных фиатных валют, которые выпускаются, регулируются и гарантируются центральными банками. По состоянию на 2023 год, свыше 100 стран активно рассматривали варианты создания государственных цифровых валют, а две страны (Багамские Острова и Ямайка) уже внедрили их.
Электронные частные деньги являются электронными единицами негосударственных платёжных систем, которые своими правилами регламентируют их эмиссию и обращение. Степень контроля и регулирования государственными органами таких платёжных систем в разных странах сильно отличаются. Часто негосударственные платёжные системы привязывают свои электронные деньги к национальной или иностранной валюте, однако государства никак не обеспечивают надёжность или ликвидность частных денег.
Согласно позиции ЕЦБ, средства доступа к банковскому счёту, а именно, традиционных банковских платёжных карт (как микропроцессорных, так и с магнитной полосой), а также интернет-банкинга не относятся к электронным деньгам, а в системах, которые осуществляют расчёты электронными деньгами, банковские счета используются только при вводе и выводе денег из системы. При этом используется консолидированный банковский счёт эмитента электронных денег, а не карточные или текущие счета пользователей. При эмиссии электронных денег традиционные деньги зачисляются на консолидированный банковский счёт эмитента. При предъявлении электронных денег для погашения традиционные деньги списываются с консолидированного банковского счёта эмитента.
Также согласно позиции ЕЦБ к электронным деньгам не относятся предоплаченные одноцелевые карты, такие, как: подарочная карта, топливная карта, телефонная карта и т. д. Использование такого платёжного инструмента не означает осуществления нового платежа. Реальный платёж осуществляется в момент покупки или пополнения такой карты. Его использование, как правило, не порождает новых денежных потоков и является простым обменом информацией о потреблённых предоплаченных товарах или услугах.

## Эмиссия электронных денег
Одним из самых важных политических вопросов, связанных с электронными деньгами, является вопрос эмитента, а именно — определения перечня организаций, которые имеют право осуществлять в стране эмиссию электронных денег. Проблема эмиссии затрагивает как электронные национальные деньги (выраженные в одной из государственных валют), так и частные электронные деньги (которые обращаются вне государственной платёжной системы). Однозначного подхода в законодательствах стран мира по этой проблеме нет.
Законодательство ЕС разрешает осуществлять эмиссию электронных денег новому классу кредитных учреждений — Институтам электронных денег (ELMI). В Индии, Мексике, Нигерии, Сингапуре, на Тайване и Украине эмиссия электронных денег может осуществляться только банками. В Гонконге эмитенты электронных денег должны получить лицензию депозитной компании. В России эмитентами электронных денег могут быть только кредитные организации — банки или НКО, имеющие лицензии на осуществление деятельности в качестве оператора электронных денег и денежных переводов без открытия банковского счёта.

## История развития электронных денег
В 1993 центробанки Европейского союза начали изучать феномен электронных денег, которыми в то время считались предоплаченные карты. Результаты этого анализа были опубликованы в мае 1994 и стали признанием на официальном уровне существования электронных денег. При анализе новых технологических схем, а именно, предоплаченных многоцелевых карт, центробанки Европейского союза пришли к фундаментальному выводу: в случае распространения таких продуктов со стороны центробанков необходимы: постоянный мониторинг, обмен информацией и принятие политических решений с целью сбережения целостности платёжной системы.
Начиная с 1993 года началось развитие не только электронных денег, базирующихся на картах (англ. card-based), но и сетевых электронных денег (англ. network-based).
В 1996 году руководители центробанков стран G10 заявили про намерение осуществлять мониторинг электронных денег в странах мира. С этого времени «Банк международных расчётов» при поддержке мировых центробанков регулярно анализирует развитие электронных денег и соответствующих систем. Сначала данные были конфиденциальными и были доступными только центробанкам, а с мая 2000 года стали общедоступными. В исследовании 2004 года приняли участие центробанки 95 стран, и выяснилось, что электронные деньги функционируют в 37 странах мира.

## Анонимность электронных денег
Электронные деньги могут быть анонимными и персонифицированными. По своей природе электронные деньги ближе к анонимным наличным деньгам, чем к персонифицированным безналичным. Наличие или отсутствие анонимности обеспечиваются правилами и механизмами обращения электронных денег в определённой платёжной системе.
Большинство государственных регуляторов, а также государственные и негосударственные платёжные системы, различными способами пытаются стимулировать персонификацию пользователей электронных денег и операции с ними (см. знай своего клиента). Например, для электронных денег на базе сетей платёжные системы ограничивают размер электронного кошелька для анонимного пользователя, увеличивая лимиты персонифицированным пользователям системы. Для электронных денег на базе карт ограничивают максимальную сумму в кошельке и вводят персонализированные механизмы пополнения.

## Криптографическая защита
Использование криптографии для реализации электронных денег предложил Дэвид Чаум. Им также предложено несколько протоколов шифрования и электронной подписи. Он использовал алгоритм конфиденциальной связи для достижения сокрытия связей между транзакциями изъятия и внесения денег. Суть идеи Чаума состояла в так называемой системе «слепой» цифровой подписи (англ. blind signature), когда подписывающий информацию видит её лишь в части, ему необходимой, но своей цифровой подписью заверяет подлинность всей информации: эмитент видит достоинство купюр и может заверить их подлинность, но не знает их серийных номеров, которые знает только владелец денег.
При этом можно строго доказать, что такой «слепой» подписью гарантируется подлинность всего содержимого купюры с той же надёжностью, что и обычной цифровой подписью, которая стала за последние годы одним из самых популярных средств подтверждения подлинности электронных документов. Основой служит метод RSA-шифрования.

## Перспективы развития
В настоящее время электронные деньги рассматриваются как потенциальный заменитель наличности для микроплатежей. Однако по своим качествам электронные деньги способны частично заменить или полностью вытеснить при расчётах наличные деньги. Искусственное ограничение суммы, которая может сберегаться в электронном кошельке, вызвано неуверенностью регуляторов в надёжности и безопасности использования такого платёжного инструмента. Очевидно, что при отсутствии негативных примеров этот лимит будет увеличен или совсем отменён.

## Преимущества электронных денег
Электронные деньги особенно полезны и удобны при осуществлении массовых платежей небольших сумм. Например, при платежах в транспорте, кинотеатрах, клубах, оплате коммунальных услуг, оплате различных штрафов, расчётах в интернете и т. д. Процесс платежа электронными деньгами осуществляется быстро, не возникает очередей, не надо выдавать сдачу, деньги переходят от плательщика к получателю быстро.
Электронные деньги корректнее всего сравнивать с наличными деньгами, так как обращение безналичных денег обязательно персонифицировано, и известны реквизиты обеих сторон. В случае расчётов электронными деньгами достаточно знать реквизиты получателя денег.
Электронные деньги имеют следующие преимущества перед наличными деньгами:
- превосходная делимость и объединяемость — при проведении платежа не возникает необходимости в сдаче;
- высокая портативность — величина суммы не связана с габаритными или весовыми размерами денег, как в случае с наличными деньгами;
- очень низкая стоимость эмиссии электронных денег — не надо чеканить монеты и печатать банкноты, использовать металлы, бумагу, краски и т. д.;
- не нужно физически пересчитывать деньги, эта функция переносится на инструмент хранения или платёжный инструмент;
- проще, чем в случае с наличными деньгами, организовать физическую охрану электронных денег;
- момент платежа фиксируется электронными системами, воздействие человеческого фактора снижается;
- при платеже через фискализированное эквайринговое устройство торговцу невозможно укрыть средства от налогообложения;
- электронные деньги не нужно пересчитывать, упаковывать, перевозить и организовывать специальные хранилища;
- идеальная сохраняемость — электронные деньги не теряют своих качеств с течением времени;
- идеальная качественная однородность — отдельные экземпляры электронных денег не обладают уникальными свойствами (как, например, царапины на монетах);
- безопасность — защищённость от хищения, подделки, изменения номинала и т. п., обеспечивается криптографическими и электронными средствами.

## Недостатки электронных денег
- отсутствие устоявшегося правового регулирования: многие государства ещё не определились в своём однозначном отношении к электронным деньгам;
- несмотря на отличную портативность, электронные деньги нуждаются в специальных инструментах хранения и обращения;
- как и в случае наличных денег, при физическом уничтожении носителя электронных денег восстановить денежную стоимость владельцу невозможно;
- отсутствует узнаваемость — без специальных электронных устройств нельзя легко и быстро определить, что это за предмет, сумму и т. д.;
- невозможность прямой передачи части денег от одного плательщика другому;
- средства криптографической защиты, которыми защищаются системы электронных денег, ещё не имеют длительной истории успешной эксплуатации;
- теоретически заинтересованные лица могут пытаться отслеживать персональные данные плательщиков и обращение электронных денег вне банковской системы;
- безопасность (защищённость от похищения, подделки, изменения номинала и т. п.) не подтверждена широким обращением и беспроблемной историей;
- теоретически возможны хищения электронных денег, посредством инновационных методов, используя недостаточную зрелость технологий защиты.

## Проблемы внедрения
Центробанки большинства стран очень настороженно относятся к развитию электронных денег, боясь неконтролируемой эмиссии и других возможных злоупотреблений. Хотя электронная наличность может обеспечить массы преимуществ — таких, как быстрота и удобство использования, большая безопасность, меньшие транзакционные сборы, новые возможности для бизнеса с переносом экономической активности в Интернет. Существует много спорных вопросов касательно внедрения электронных денег. Введение электронных валют вызывает ряд вопросов — принципиально не решённые проблемы по сбору налогов, обеспечения эмиссии, отсутствия стандартов обеспечения эмиссии и обращения электронных частных денег, опасения об использовании электронных платёжных систем для отмывания денег.
Для оборота электронных денег используются достаточно сложные технологии. И коммерческие банки не всегда хотят и способны самостоятельно развивать новые продукты.
Основными причинами нежелания банков развивать проекты, связанные с электронными деньгами, являются:
- необходимость финансировать разработки, плодами которых могут пользоваться конкуренты;
- трудности кооперации с другими банками с целью разделить затраты на инновационные разработки;
- каннибализация уже существующих банковских продуктов новыми;
- отсутствие квалифицированных специалистов в собственном штате;
- неуверенность в надёжности аутсорсеров.

На фоне проблем с реализацией проектов «электронных денег» коммерческими банками на рынке появляется множество мелких проектов и стартапов, основными проблемами которых на данный момент являются:
- крайне малый размер реального рынка «электронных денег»;
- приоритетная ориентированность законодательств в области платёжных систем на банковскую отрасль;
- неготовность регуляторов пустить на рынок платёжных систем компании-«не банки»;
- большое количество конкурирующих и плохо ориентированных на своих потребителей технологий и отсутствие стандартов.

Очевидно, что проблемы нового рынка «электронных денег» могут решаться длительным эволюционным путём либо с помощью больших инфраструктурных проектов, инициируемых государствами (например, российская Национальная система платёжных карт или украинская «Простір»).

## Международный опыт внедрения и использования электронных денег

### Фиатные[неизвестный термин]электронные деньги на базе сетей
- PayPal
- Африканская платёжная система M-Pesa. Система функционирует в Кении и Танзании.

### Фиатные[неизвестный термин]электронные деньги на базе смарт-карт
- Visa Cash
- Mondex
- Гонконгская карточная система «Октопус».
- Голландская система Chipknip.

### Частные электронные деньги на базе сетей
- Криптовалюты: Bitcoin, Ethereum и т. п.
- QIWI[13]
- ЮMoney[13]
- RBK Money
- WebMoney[13]

### В России
Российский закон «О национальной платёжной системе» содержит следующее определение электронных денежных средств: это денежные средства, которые предварительно предоставлены одним лицом (лицом, предоставившим денежные средства) другому лицу, учитывающему информацию о размере предоставленных денежных средств без открытия банковского счёта (обязанному лицу), для исполнения денежных обязательств лица, предоставившего денежные средства, перед третьими лицами и в отношении которых лицо, предоставившее денежные средства, имеет право передавать распоряжения исключительно с использованием электронных средств платежа. При этом не являются электронными денежными средствами денежные средства, полученные организациями, осуществляющими профессиональную деятельность на рынке ценных бумаг, клиринговую деятельность и (или) деятельность по управлению инвестиционными фондами, паевыми инвестиционными фондами и негосударственными пенсионными фондами и осуществляющими учёт информации о размере предоставленных денежных средств без открытия банковского счёта в соответствии с законодательством, регулирующим деятельность указанных организаций.
Также в России электронные деньги делятся на категории: персонифицированные электронные средства, неперсонифицированные электронные средства и корпоративные электронные средства. Персонифицированные и неперсонифицированные кошельки могут быть исключительно у частных лиц, корпоративные — исключительно у юридических лиц и частных предпринимателей. Между кошельками частных лиц разрешены внутренние платежи, так же, как и разрешены платежи на корпоративные кошельки. С корпоративных кошельков разрешено платить только частным лицам, платежи с корпоративных кошельков одних юридических лиц на корпоративные кошельки других юридических лиц запрещены.

### В Белоруссии
Согласно Национальному банку Республики Беларусь, электронные деньги — это хранящиеся в электронном виде единицы стоимости, выпущенные в обращение в обмен на наличные или безналичные денежные средства и принимаемые в качестве средства платежа при осуществлении расчетов как с лицом, выпустившим в обращение данные единицы стоимости, так и с иными юридическими и физическими лицами, а также выражающие сумму обязательства этого лица по возврату денежных средств любому юридическому или физическому лицу при предъявлении данных единиц стоимости.. Регулирование операций с электронными деньгами начались в 2010 году, и на данный момент, выпускать их имеют право только банки и небанковские кредитно-финансовые организация страны.
Операции с электронными деньгами регулируются следующими правовыми актами:
- Декрет Президента Республики Беларусь от 28 декабря 2014 г. № 6 «О неотложных мерах по противодействию незаконному обороту наркотиков», содержащего требование об обязательной идентификации лиц, которым открываются или открыты электронные кошельки, независимо от размеров сумм числящихся в них электронных денег;[16]

- статьи 14, 274 Банковского кодекса Республики Беларусь;[17]

- Правил осуществления операций с электронными деньгами, утвержденных постановлением Правления Национального банка Республики Беларусь от 26 ноября 2003 г. № 201.[18]
- Положения о Парке высоких технологий, утвержденного Декретом Президента Республики Беларусь от 22.09.2005 № 12 «О Парке высоких технологий» (в редакции Декрета Президента Республики Беларусь от 21.12.2017 № 8 «О развитии цифровой экономики»).[19]

На сентябрь 2022 года электронные деньги выпускают 9 банков.